# Cratere Nöggerath
Nöggerath è un cratere lunare di 32,12 km situato nella parte sud-occidentale della faccia visibile della Luna.

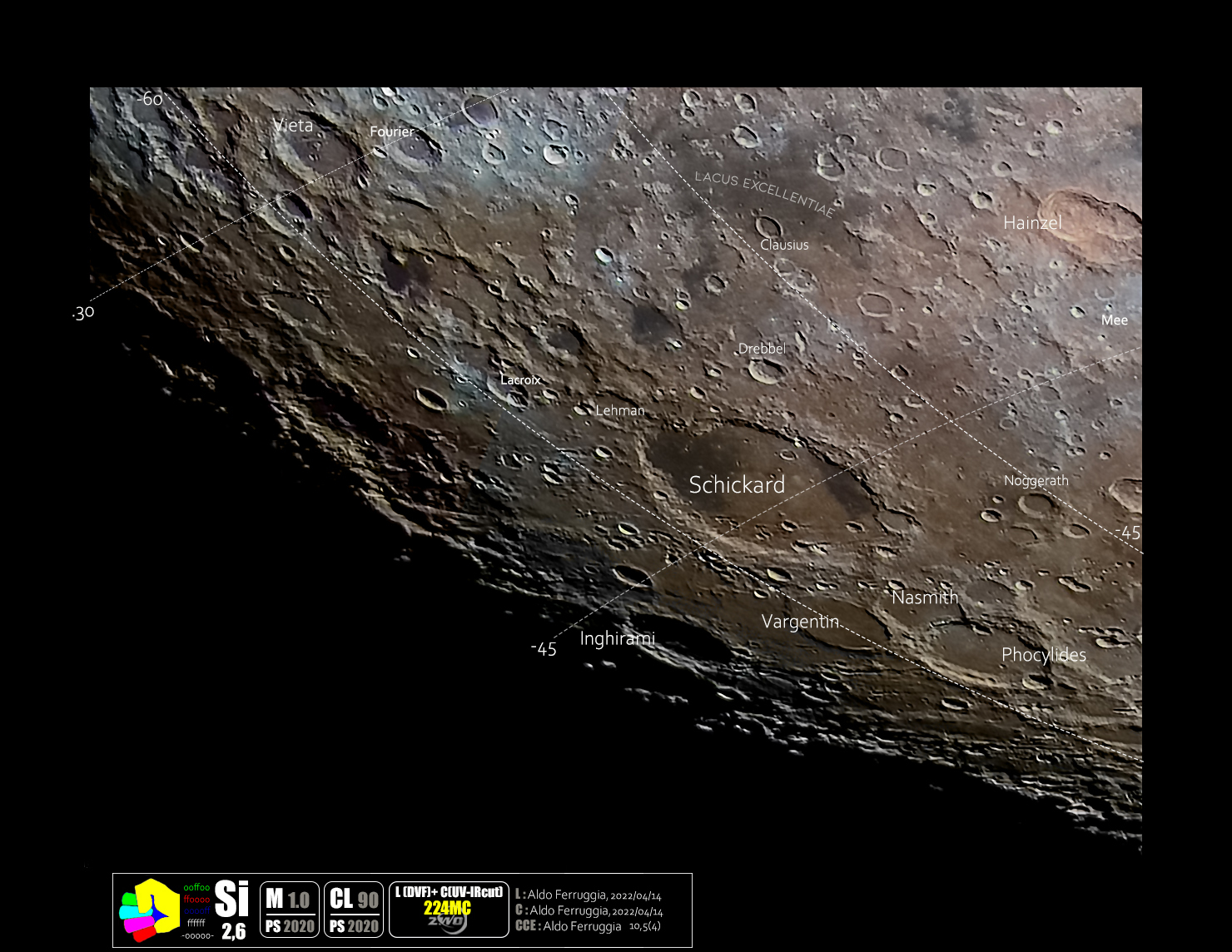
Immagine Selenocromatica(Si) del cratere(a destra)